# Битка за Касерински пролаз
Битка за Касерински пролаз је била битка која се одиграла у фебруару 1943. за време Туниске операције у Другом светском рату. Она је представљала низ окршаја вођених око Касеринског пролаза, 3,2 km широког кланца у планини Велики Дорсал у венцу Атласа у централном Тунису. Осовинску војску, коју је предводио фелдмаршал Ервин Ромел, су претежно чинили јуришна група Афричког корпуса, делови италијанске оклопне дивизије Кентауро и две панцер дивизије издвојене из 5. оклопне армије. Савезничке снаге које су учествовале у бици дошле су из америчког 2. корпуса којим је командовао генерал-мајор Лојд Фредендал и британске 6. оклопне дивизије којом је командовао генерал-мајор Чарлс Кајтли, који су били део Прве британске армије којом је командовао генерал-пуковник Кенет Андерсон.
Битка је значајна као први велики окршај америчких и немачких војски у Другом светском рату. Релативно неискусни и лоше вођени амерички војници су претрпели тешке губитке и у уводним данима битке били су одбачени више од 80 km западно од свог положаја на пролазу Фаид. Упркос почетним поразима, делови америчког 2. корпуса, појачаним британском резервом, су се окупили и задржали излазе из планинских венаца у западном Тунису, поразивши немачке офанзивне планове. Због ове битке је Армија Сједињених Држава извршила промене у организацији јединица и у командом кадру. Када су се зараћене стране следећи пут суочиле, амерички војници су били значајно ефикаснији.

## Позадина
Америчке и британске снаге пристале су на неколико тачака дуж обале француског Марока и Алжира 8. новембра 1942. године, током операције Бакља. Ово је дошло само неколико дана након продора Британске Осме армије (генерал-потпуковник сер Бернард Монтгомери) након друге битке код Ел Аламејна. Као одговор, немачке и италијанске трупе су пребачене са Сицилије да окупирају Тунис, једно од ретких лако одбрањивих подручја Северне Африке и једну ноћ пловидбе из база на Сицилији. Овај кратки пролаз је веома отежао савезничким бродовима да пресретну транспорте Осовине, док је ваздушно пресретање једнако отежано, јер је најближа аеродромска база Савезника Тунису, на Малти, била далеко више од 320 km.
Трка за Тунис у новембру и децембру 1942. је термин за покушај Савезника да се до Туниса дође пре доласка њемачких и италијански појачања. Због лоших путних и железничких комуникација, могао је бити пребачен само мали део савезничке војске, величине једне дивизије, а на одличном одбрамбеном терену мали број немачких и италијанских трупа био је довољан да порази тај покушај. Јачање савезничких снага настављено је, више авиона је постало доступно и изграђени су нови аеродроми у источном Алжиру и Тунису. Савезници су смањили проток војника и опреме Осовине у Тунис и Бизерту, али значајна сила Осовине већ је била искрцана.
Дана 23. јануара 1943. Осма армија је заузела Триполи, главну базу снабдевања Ервина Ромела. Ромел је планирао за то, пребацивши своју линију снабдевања у Тунис и намеравајући да блокира јужни приступ Тунису, из Триполија, у Габесу. Линија Марет, коју је Француска изградила за заштиту од италијанског напада из Либије, била је
... линија застарјелих француских бункера, која ни на који начин није планирана према стандардима који су захтевали савремени ратови....— Ромел
Савезничке снаге су већ прешле планине Атлас и поставиле истурену базу на Фаиду, у подножју источног крака планина, изврсну позицију да продру на обалу, одсеку снаге Осовине у јужном Тунису од снага даље на северу, и прекину линију снабдевања Туниса.

## Увод
Током прве половине јануара, генерал Андерсон је са мешовитим резултатима одржавао константан притисак на непријатеља кроз ограничене нападе и насилно извиђање. Арним је исто урадио и 18. јануара, покренуо је "Unternehmen Eilbote I" (операција Курир 1). Елементи немачке 10. оклопне и 334. пешадијске дивизије напали су из Понт ду Фахса како би створили више простора испред дивизије "Суперга" и одложили савезнички напад источно ка обали код Енфидавила, који би пресекао комуникацију са Ромелом. Напад на запад према десном крилу британског 5. корпуса у Боу Аради имао је мало успеха, али је даље на југу напад Осовине на француске положаје око Западног и Источног Дорсала успео, напредујући 56 km јужно до Оуселтија и 40 km југозападно до Робаје. Лоше опремљени браниоци су се добро опирали, али су били прегажени и седам француских пешадијских батаљона одсечено је у планинама. Андерсон је послао 36. бригаду у Робају и затражио од генерала Фредендала да пошаље борбену команду Б из 1. оклопне дивизије у Оуселти, под команду генерала Јуина. Жестоке борбе трајале су до 23. јануара, али се фронт стабилизовао.

Очигледан недостатак координације савезника навео је Ајзенхауера да промени командну структуру, а 21. јануара Андерсон је постао одговоран за координацију целог фронта и 24. јануара, његове одговорности су проширене тако да укључују "располагање америчким трупама ". Те ноћи Јуин је ступио под команду Андерсона, коју је потврдио генерал Жиро следећег дана, али са јединицама раширеним преко 320 km и слабом комуникацијом (Андерсон се током четири дана возио преко 1.600 km да би разговарао са командантима корпуса) остали су практични проблеми. Ајзенхауер је именовао команданта за ваздушну подршку, бригадног генерала Лоренса Кутера, за цео фронт 21. јануара.
Ервин Ромел је направио планове да се снаге Осовине повуку преко Либије и да се укопају испред старих француских утврђења линије Марет. Снаге Осовине би контролисале два природна улаза у Тунис на северу и југу, са лако одбрањивим планинским пролазима између њих. У јануару су ти делови немачко-италијанске Оклопне армије на одбрани Марета преименовани у Прву италијанску армију (генерал Ђовани Месе), одвојени од јединица (укључујући остатке Афричког корпуса) насупрот Западног Дорзала. Дана 23. јануара 1943. године, Осма армија је заузела Триполи, док је војска Осовине која се повлачила кроз Либију већ била на путу ка позицији Марета. Део 2. корпуса САД прешао је у Тунис кроз пролазе на планинама Атлас из Алжира, контролишући унутрашњост троугла који су формирале планине. Њихов положај подстакао је могућност продора источно према Сфаксу на обали, како би од Арнимових снага на северу око Туниса одсекли Прву италијанску армију у Марету. Ромел није могао то да дозволи и направио је план за противнапад.

### Пролаз Фаид
Дана 30. јануара 1943. немачка 21. оклопна и три италијанске дивизије из 5. оклопне армије сукобиле су се са елементима француских снага близу Фаида, главног пролаза из источног крака планина у приобалне равнице. Фредендал није одговорио на захтев Француза да пошаље појачања у облику тенкова из 1. оклопне дивизије и након очајног отпора, недовољно опремљени француски браниоци су прегажени. Организовано је неколико контранапада, укључујући и закаснели напад Борбене команде Б 1. америчке оклопне дивизије, али су све њих лако одбиле Арнимове снаге које су до тада створиле јаке одбрамбене положаје. Након три дана, савезничке снаге биле су присиљене да се повуку и повучене су у унутрашње равнице како би направиле нову одбрамбену линију у малом граду Сбеитла.

### Битка код Зиди Боу Зида
У операцији  Frühlingswind  (Пролећни ветар), Арним је 14. фебруара послао четири оклопне борбене групе на подручје Сиди Боу Зид-а, које је бранио 168. пук америчке 34. пешадијске дивизије и борбена команда А из 1. оклопне дивизије. Положај бранилаца био је слаб, са јединицама тако распршеним да нису биле у могућности да се међусобно подржавају. До 15. фебруара, борбена команда А је била озбиљно оштећена, остављајући пешадијске јединице изоловане на врховима брда. Борбена команда Ц је упућена ван путева да ослободи Сиди Боу Зид, али су их одбили са великим губицима. До вечери 15. фебруара три борбене групе Осовине биле су у могућности да крену ка Сбеитли, 32 km према северозападу. Потискујући остатке БК А и БК Ц, бојне групе осовине су се суочиле са борбеном командом Б испред Сбеитле. Уз помоћ ваздушне подршке, БК Б се одржала током дана. Међутим, ваздушна подршка није могла да се одржи и бранитељи Сбеитле су морали да се повуку, а град је напуштен до 17. фебруара.
На југу, у операцији "Morgenluft" (Јутарњи ваздух), борбена група италијанске Прве армије, састављена од остатака Афричког корпуса под командом Карла Буловиуса, напредовала је према Гафси у сумрак 15. фебруара да пронађе град напуштен, део повлачења да би се скратио фронт Савезника, да олакша реорганизацију и повлачење француског 19. корпуса како би се поново опремио. 2. амерички корпус повукао се на линију Дернаја-Касерински пролаз-Сбиба са 19. корпусом на левом боку који је напустио Источни Дорсал како би се ускладио с њима. До поподнева 17. фебруара, Ромелове трупе су окупирале Феријану и Телепте (око 24 km југозападно од Касерина), што је изазвало евакуацију аеродрома Телепте, главне ваздушне базе у јужном сектору британске Прве армије, ујутро 18. фебруара.

## Битка

### План напада Осовине
Након даље дискусије, италијанска Врховна команда је 19. фебруара издала наређење да Ромел нападне кроз пролазе Касерине и Сбиба према Тхали и Ле Кеф-у да угрози крило савезничке Прве армије. Ромелов изворни предлог је био ограничени, али концентрисани напад преко Касерина да се униште снаге 2. корпуса у Тебеси и заробе виталне залихе из америчких складишта тамо. Иако је имао 10. и 21. оклопну дивизију пребачене под своју команду, Ромел је био забринут зато што би нови план развукао његове снаге и изложио њихове бокове опасности.

### Касерински пролаз
Дана 19. фебруара 1943. године, Ромел, који је сада добио формално контролу над 10. и 21. оклопном дивизијом, борбеном групом Африка Корпус, као и снагама генерала Месеа на одбранама Марета (преименоване у Прву армију Италије), покренуо је оно што је постало битка за Касерински пролаз. У нади да ће изненадити неискусне браниоце, послао је оклопна кола 3. извиђачког батаљона пуном брзином у пролаз. "Одред Старк", пуковника Александра Старка, бригадна група састављена од америчких и француских јединица, била је одговорна за одбрану пролаза. Није било времена да се правилно организује, али је успео да усмери тешку артиљеријску ватру са околних узвишица, што је довело до заустављања водећих механизованих јединица "Африка Корпуса". Пре него што су могли да наставе, пешадија је морала бити упућена на узвишице у покушају да елиминише артиљеријску претњу. Борбена група под Ханс-Георгом Хилдебрандом, укључујући и тенкове 21. оклопне, напредовала је северно од Сбеитле према пролазу Сбиби. Испред брда источно од Сбиба су их зауставили 1. гардијска бригада и 18. пуковски борбени тим који је имао снажну пољску и противтенковску артиљеријску подршку, а придружили су се и два пешадијска пука из 34. пешадијске дивизије.
До јутра 20. фебруара, огорчена борба прса у прса на брдима изнад Касерина настављена је док су се "Африка Корпус" и један батаљон из 131. оклопне дивизије Кентауро са додатном артиљеријом, припремали за још један напад кроз пролаз, када му се придружила бојна група 10. оклопне дивизије из Сбеитле. Јутарњи напад је споро напредовао, али интензиван притисак током поновљеног напада поподне покренуо је колапс у савезничкој одбрани.

### Тала
Прошавши кроз Касерински пролаз 20. фебруара поподне, јединице дивизије Кентауро кренуле су западно према Тебеси, готово без отпора. Након њих прошла је борбена група фон Броих из 10. оклопне, која се скренула десно на пут до Тале, гдје их је успорила пуковска оклопна група из 26. оклопне бригаде (Gore Force). Са слабијим тенковима, Gore Force је имао велике губитке, али је купио време за "Nick Force", комбиновани одред из британске 6. оклопне дивизије, која се базирала на 26. оклопној бригади са додатном пешадијом и артиљеријом (што је Андерсон претходног дана упутио из Кесре да подржи одбрану Тале), да припреми одбрамбене позиције даље на друму. У међувремену, Фредендал је послао БК Б из 1. оклопне дивизије да отклони претњу Тебеси.
До 1 поподне 21. фебруара, Бојна група фон Броих је била у борби са 26. оклопном бригадом на путу за Талу и споро је напредовала. Ромел је преузео директну контролу над нападом и савладао одбрану до 16 часова. Међутим, 26. оклопна бригада је могла да се повуче у разумном реду до следеће, последње, одбрамбене линије испред Тале. Борба на овој позицији почела је у 19 часова и наставила се изблиза три сата, а ни једна страна није могла да добије одлучујућу предност. Nick Force је имао тешке губитке и није очекивао да ће моћи да издржи следећег дана. Међутим, током ноћи стигло је још 48 топова из 9. пешадијске дивизије САД, након путовања од 1.300 km из Марока по лошим путевима и лошем времену. Ујутру 22. фебруара, када се Броих припремио за почетак напада, његов фронт је погођен разарајућом артиљеријском ватром. Изненађујуће, Ромел је рекао Броиху да се прегрупише и заузме одбрамбени положај, предајући иницијативу непријатељу.

### Пролаз Сбиба
Немачка 21. оклопна борбена група у Сбиби није напредовала. Даље на југ, Афрички корпус на путу за Тебесу је 21. фебруара заустављен од стране тенкова и артиљерије БК Б укопане на падинама Џебел Хамре. Покушај да их обиђу током ноћи 21. фебруара, био је скуп неуспех. Још један напад ујутро 23. фебруара поново је одбијен.

### Повлачење
На туробном састанку 22. фебруара са Кеселрингом, Ромел је тврдио да, суочен са ојачавањем савезничке одбране и вестима да су водећи елементи Осме армије коначно стигли до Меденина, само неколико километара од линије Марет, треба прекинути напад и повући се ради подршке одбрани Марета, надајући се да је напад код Касерина изазвао довољно штете како би спречио било какву офанзивну акцију са запада. Кеселринг је желео да се настави офанзива, али се коначно сложио те вечери и "Врховна команда" формално је прекинула операцију. Снаге Осовине из Касерина стигле су на линију Марет 25. фебруара.

## Последице
Борба је тада накратко престала и обе стране су проучавале резултате недавних битака. Ромел је и даље био убеђен да су америчке снаге биле безопасне, док су му британске и империјалне трупе биле једнаке. Дуго се држао овог мишљења и то се показало веома скупим. Американци су такође проучавали битку и сменили неколико виших командира, док су објавили неколико војних приручника (у облику "научених лекција") за побољшање будућих резултата. Најважније је, 6. марта 1943. команда 2. корпуса САД прешла је са Фредендала на Џорџа Патона, уз Омара Брадлија као помоћника команданта корпуса. Команданти су опоменути да велике јединице треба да буду концентрисане како би се обезбедила маса на бојном пољу, уместо да се распростиру, како их је Фредендал распоредио. Ово је имало предвиђени споредни ефекат побољшања контроле ватре, већ јакој америчкој артиљерији. Блиска ваздушна подршка је такође била слаба (иако су то отежавале углавном лоши временски услови).
На конференцији у Казабланки одлучено је да британски генерал Харолд Александер постане заменик главног заповедника савезничке војске у Француској Сјеверној Африци. Ово је ступило на снагу 20. фебруара, а у исто вријеме, како би боље координисао активности својих двеју армија у Тунису, Ајзенхауер је у савезничком Генералштабу ставио Прву и Осму армију под нови штаб, 18. армијску групу, којом је Александер имао да командује. Убрзо након ступања на нову дужност, Александер јавио Лондону,
...Ја сам искрено шокиран целом ситуацијом, као што сам је нашао ... Права грешка је недостатак руковођења одозго од самог почетка, што је резултирало одсуством мера и одсуством плана.
и био је критичан према Андерсону, иако се касније осећао неправедно. Једном када је добио контролу над читавим фронтом крајем јануара, Андерсонов циљ био је реорганизација фронта у консолидоване националне секторе и стварање резерви за повратак иницијативе, исти приоритети артикулисане у порукама Александра од 20. фебруара. 21. фебруара, Александер је објавио свој циљ да уништи све непријатељске снаге у Тунису, прво напредовањем Осме армије северно од Габеса, док је Прва Армија почела нападе за задржавање резерви које би иначе биле коришћене против Осме армије. Армије би освојиле аеродроме за ваздухопловне снаге Савезника. Координиране копнене, поморске и ваздухопловне снаге савезника би образовале мрежу око снага Осовине у Тунису до 30. априла, како би испуниле рок постављен на конференцији у Казабланци, да би се омогућила инвазија Сицилије током повољног времена у августу.
Конференција у Казабланки се сложила да реорганизује ваздушне снаге на Медитерану како би их више интегрисала; маршал ваздухопловства Сер Артур Тедер је постао командант Средоземног ваздухопловства, одговоран за све ваздухопловне активности на Медитерану, а генерал-мајор Карл Спатс постао је командант Северозападне афричке ваздухопловне групе под Тедером, са одговорношћу за све зрачне операције у Тунису. До 23. фебруара маршал ваздухопловства Сер Артур Канингем наследио је Кутера у савезничкој Команди за ваздушну подршку, која је постала Северозападна афричка тактичка ваздухопловна група под Спатсом, са Пустињском авијацијом (Desert Air Force) за подршку Осме Армије, под њеном оперативном контролом.
Конингем је установио да је ваздухопловна организација у Тунису била иста као у западној пустињи 1941. године, када је први пут преузео команду Пустињске авијације (Desert Air Force). Лекције из пустињског рата нису коришћене у планирању операције Бакља, што је ограничило способност ваздухопловства, која је већ имало мало авиона и залиха, да обезбеди тактичку подршку војсци током Трке за Тунис. Конингем је објединио британске и америчке оперативне команде и обучио их у новим оперативним праксама.
Осовина је такође направила комбиновану команду за своје две армије. Хитлер и немачки главни штаб (ОКХ) веровали су да Арним треба да преузме команду, али Кеселринг се залагао за Ромела. Ромел је именован да командује новом Групом армија Африка 23. фебруара.